# Leonel Pietkiewicz
Leonel Adrián Pietkiewicz (Formosa; 30 de enero de 1989) es un futbolista argentino. Juega como mediocampista por izquierda y su primer equipo fue Atlético Rafaela. Actualmente se encuentra en Gutiérrez SC, del Torneo Federal A.

## Clubes
| Club                      | País      | Año       |
| ------------------------- | --------- | --------- |
| Atlético de Rafaela       | Argentina | 2010-2012 |
| Deportivo Roca            | Argentina | 2012-2013 |
| Sol de América (Formosa)  | Argentina | 2013-2015 |
| Chaco For Ever            | Argentina | 2016      |
| Sportivo Patria (Formosa) | Argentina | 2016-2017 |
| Desamparados              | Argentina | 2017-2019 |
| San Martín (Formosa)      | Argentina | 2019-2023 |
| Gutiérrez SC              | Argentina | 2023-     |

## Palmarés
| Título             | Club             | País      | Año  |
| ------------------ | ---------------- | --------- | ---- |
| Primera B Nacional | Atlético Rafaela | Argentina | 2011 |